# Laura Keating
Laura Keating (* 14. November 1979 in Canberra) ist eine ehemalige australische Squashspielerin.

## Karriere
Laura Keating spielte ab 1997 auf der WSA World Tour und erreichte bis zu ihrem Karriereende 2004 einmal das Endspiel. Ihre höchste Platzierung in der Weltrangliste erreichte sie mit Rang 39 im August 2002. Mit der australischen Nationalmannschaft nahm sie 2000 an der Weltmeisterschaft teil und wurde Vizeweltmeister. Im Finale kam sie als Ersatzspielerin nicht zum Einsatz.

## Erfolge
- Vizeweltmeister mit der Mannschaft: 2000